# Agriswil
Agriswil is een plaats in de gemeente Ried bei Kerzers. Deze voormalige gemeente ligt in het Zwitserse kanton Fribourg en maakt deel uit van het district See/Lac.
Agriswil telt 140 inwoners.
Agriswil was tot 31 december 2005 een zelfstandige gemeente, maar hoort vanaf 1 januari 2006 tot de gemeente Ried bei Kerzers.